# Охасі Юї
Охасі Юї (18 жовтня 1995) — японська плавчиня, дворазова олімпійська чемпіонка 2020 року.
Призерка Чемпіонату світу з водних видів спорту 2017, 2019 років.
Переможниця Пантихоокеанського чемпіонату з плавання 2018 року.
Переможниця Азійських ігор 2018 року.
Переможниця літньої Універсіади 2017 року.

## Виступи на Олімпійських іграх
| Олімпіада  | Дисципліна            | Місце |
| ---------- | --------------------- | ----- |
| Токіо 2020 | 200 метрів комплексом | 1     |
| Токіо 2020 | 400 метрів комплексом | 1     |